# Герув
Герув (пол. Gierów, нім. Gührau) — село в Польщі, у гміні Гродкув Бжезького повіту Опольського воєводства.
Населення — 176 осіб (2011).

## Демографія
Демографічна структура станом на 31 березня 2011 року:
|          | Загалом | Допрацездатний вік | Працездатний вік | Постпрацездатний вік |
| -------- | ------- | ------------------ | ---------------- | -------------------- |
| Чоловіки | 91      | 24                 | 62               | 5                    |
| Жінки    | 85      | 20                 | 43               | 22                   |
| Разом    | 176     | 44                 | 105              | 27                   |